# Dušan Třeštík

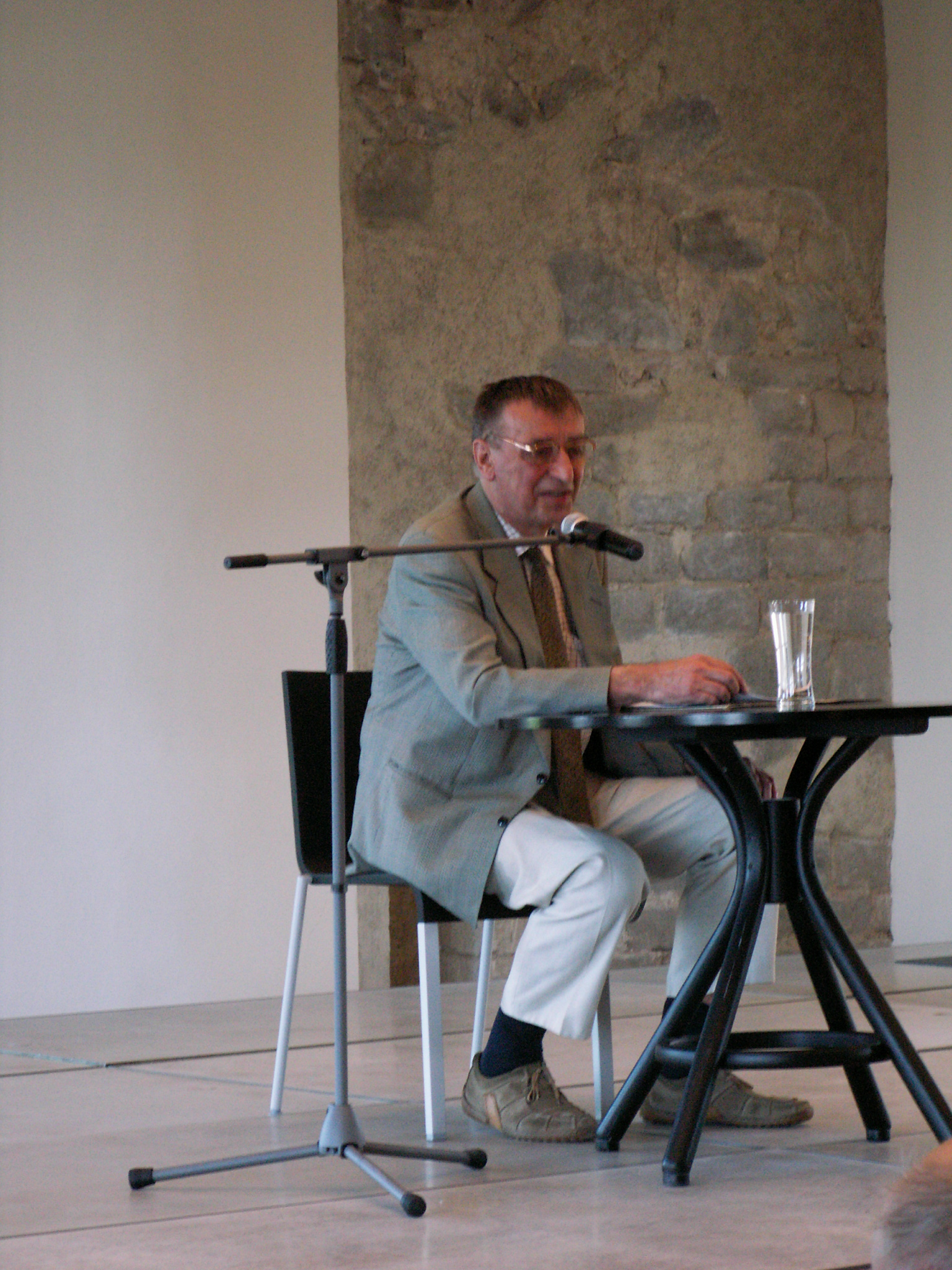
Dušan Třeštík bei einem Vortrag

Dušan Třeštík (* 1. August 1933 in Sobědruhy; † 23. August 2007 in Prag) war ein tschechischer Historiker und Publizist.
Třeštík beendete 1956 sein Geschichtsstudium an der Philosophischen Fakultät der Prager Karls-Universität. Ab 1958 wirkte er am Historischen Institut der Akademie der Wissenschaften. Nach 1989 war er als Journalist tätig. Seine letzte Arbeitsstelle war das Zentrum für Mittelalterforschung Prag, eine gemeinsame Einrichtung der Akademie der Wissenschaften und der Karls-Universität. Třeštík war mit der Historikerin Barbara Krzemieńská verheiratet.
Třeštíks Werk prägt maßgeblich die heutige Betrachtungsweise des „tschechischen“ Frühmittelalters. Er setzte sich zudem mit theoretischen Fragen der Geschichtswissenschaft auseinander. In seinen Werken und in Medien äußerte er sich zu aktuellen Themen der tschechischen Zeitgeschichte, weshalb er auch in der allgemeinen Öffentlichkeit bekannt war.

## Werke (Auswahl)
- Kosmas. Studie s výběrem z Kosmovy Kroniky (= Odkazy Pokrokových Osobností Naší Minulosti. Bd. 19, ZDB-ID 1147274-1). Svobodné Slovo, Praha 1966.
- Počátky Přemyslovců. Vstup Čechů do dějin (530–935) (= Česká historie. Bd. 1). Nakladatelství Lidové noviny, Praha 1997, ISBN 80-7106-138-7.
- Mysliti dějiny. Paseka, Praha 1999, ISBN 80-7185-229-5.
- Vznik Velké Moravy. Moravané, Čechové a střední Evropa v letech 791–871 (= Česká historie. Bd. 8). Nakladatelství Lidové noviny, Praha 2001, ISBN 80-7106-482-3.
- Mýty kmene Čechů. (7.–10. století). Tři studie ke „starým pověstem českým“ (= Česká historie. Bd. 11). Nakladatelství Lidové noviny, Praha 2003, ISBN 80-7106-646-X.
- Dušan Třeštík: Češi a dějiny v postmoderním očistci. Nakladatelství Lidové noviny, Praha 2005, ISBN 80-7106-786-5.